# Industrial Growth Puzzle
Das Industrial Growth Puzzle, im US-amerikanischen Raum auch als Antebellum Puzzle bekannt, befasst sich mit dem Phänomen abnehmender durchschnittlicher Körpergrößen bei gleichzeitiger Zunahme des realen Pro-Kopf-Einkommens während der industriellen Revolution im 19. Jahrhundert in fast allen Industrieländern.

## Grundlegende Annahmen und Beobachtungen
Die Körpergröße eines Menschen hängt neben Umwelteinflüssen indirekt vom Einkommen und Preisen ab. Dies wird dahingehend begründet, dass die Körpergröße eines Menschen auch von seiner Nahrungsaufnahme abhängt. Vor allem die Ernährung im Kindesalter bestimmt die endgültige Körpergröße. Der positive Zusammenhang zwischen Ernährung und Körpergröße lässt sich auch empirisch belegen.
Trotz ansteigendem realen Pro-Kopf-Einkommen während der Industriellen Revolution lässt sich in allen damaligen Industrienationen ein Abfallen der durchschnittlichen Körpergrößen beobachten. Dies schlägt sich in Musterungen von Rekruten und Häftlingen nieder. Die Hypothese, dass die Ernährung die Körpergröße beeinflusse, gerät daher in einen Widerspruch.

## Erklärungsversuche
Vor allem auf dem Gebiet der Wirtschaftsgeschichte wird dieses widersprüchliche Phänomen seit Jahren erforscht. Dabei ergeben sich folgende Erklärungsversuche:
Während der Industriellen Revolution stieg die Bevölkerung an. Trotz der Landwirtschaftlichen Revolution wurde gerade proteinreiche Nahrung wie Fleisch verglichen zu kohlenhydratreicher Nahrung knapp. Dies führte dazu, dass trotz des gestiegenen realen Einkommensniveaus die relativen Preise für proteinreiche Nahrung stiegen. Die Folge war ein höherer Anteil kohlenhydratreicher Nahrung. Ferner öffnete sich die Einkommensschere zwischen sozial bessergestellten und schlechtergestellten Gesellschaftsschichten. Dies bewirkte, dass gerade schlechtergestellte Gesellschaftsschichten sich von Generation zu Generation schlechter ernährten. Während die Körpergröße der sozial besser gestellten Gesellschaftsschichten stagnierte bzw. geringfügig zunahm, sank die Körpergröße aufgrund der veränderten Ernährungsweise der sozial Schlechtergestellten. Des Weiteren erschwerte die zunehmende Urbanisierung den Nahrungsmittelzugang. Auch die zunehmenden internationalen Handelsaktivitäten bewirkten, dass sich Krankheiten oder Seuchen schneller verbreiten konnten. Dies bewirkte die beobachtete Veränderung der Körpergröße während der Industriellen Revolution.
Ein möglicher Erklärungsversuch liegt in der methodischen Kritik an den historischen Untersuchungen zur Entwicklung der Körpergröße während der industriellen Revolution. Da es sich bei den verwendeten historischen Daten häufig um statistische Angaben zu Militärangehörigen, Gefangenen und Sklaven handelt, die nicht repräsentativ für die gesamte Gesellschaft sind, muss das Problem der Stichprobenverzerrung berücksichtigt werden. Das Einkommen-Körpergröße-Paradoxon wird aus dieser Perspektive als Artefakt einer nicht-repräsentativen, verzerrten Stichprobe interpretiert.